# Récif Jupiter
Ne doit pas être confondu avec Île Jupiter.

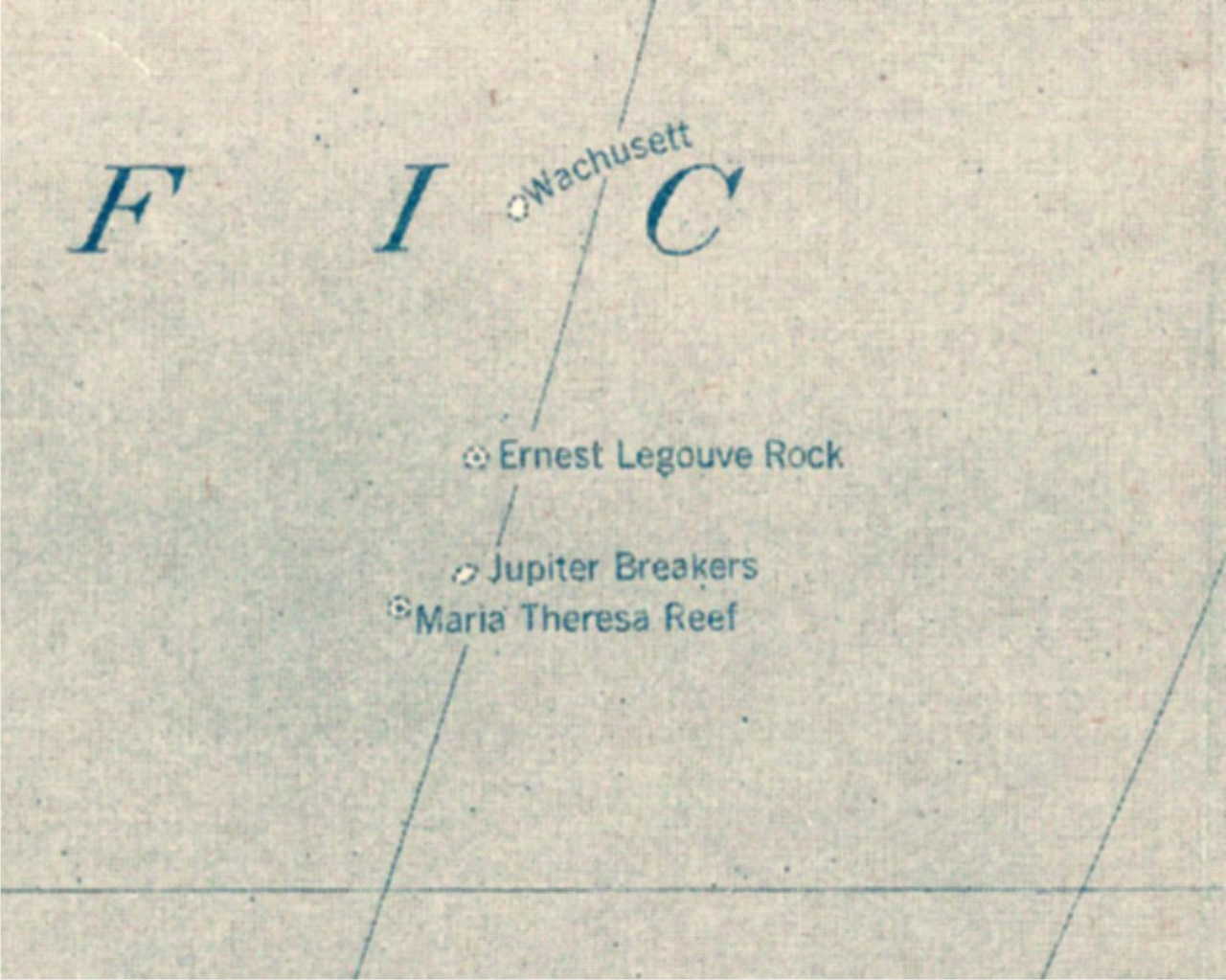
Carte de 1921 faisant apparaître le récif Jupiter.

Le récif Jupiter ou île Jupiter est un récif présumé de l’océan Pacifique Sud. Il s'agit sûrement d'un récif fantôme.
M. Kinge, capitaine du navire allemand Jupiter dans un voyage entre Newcastle (Australie) et Tahiti, a affirmé avoir aperçu au cours de la nuit du 3 décembre 1878, un récif à une latitude de 36° 37′ S, 150° 15′ O. Le récif a été observé dans deux endroits. Il avait un diamètre d'environ 30 mètres, et semblait être à un quart de mille de distance. Aucun autre renseignement n'a été obtenu au sujet de cette île.
D'autres récifs proches constatés ne semblent pas exister : l'île Tabor (récif Maria-Theresa), le récif Ernest Legouvé, et le récif Wachusett.